# Tunbyholm slot
Tunbyholm (før 1658 dansk: Tunbyholm slot) er et slot i Tomelilla kommun i Skåne i Sverige. Slottet ligger mellem Smedstorp og Sankt Olof ca. 10 km nordøst for Tomelilla. Anlægget består af en hovedfløj i to etager med gule facader, hvide pilastre og vinduesindramninger. I tilknytning hertil ligger to fritliggende pavilloner med kvadratisk grundplan og pyramideformet tag. Huset har gennemgået store forandringer: Ved opførelsen i 1634- ca. 40 var det måske det bedste eksempel i Skåne på Christian IV's nederlandske renæsancestil. Gården blev efter Freden i København overdraget fra den adelige ejer til den svenske konge som en del af kompensationen for Bornholm (Det bornholmske vederlagsgods).
Den nuværende ejer er Peter Akrell.